# Monoiognosis spinosa
Monoiognosis spinosa is een insect uit de orde Phasmatodea en de  familie Phasmatidae. De wetenschappelijke naam van deze soort is voor het eerst geldig gepubliceerd in 2004 door Cliquennois & Brock.